# Profondo rosso
Profondo rosso is een Italiaanse horrorfilm (giallo) uit 1975 onder regie van Dario Argento. De film wordt door vele Argento-fans gezien als een van zijn beste films. De bewerkte Amerikaanse versie van de film bevindt zich in het publiek domein.
De film werd destijds in het Nederlandse taalgebied uitgebracht als Bloedlink.

## Verhaal
De succesvolle Britse jazzpianist Marcus Daly is op een avond getuige van de moord op een medium dat ook zijn buurvrouw is. Hij besluit samen met journalist Gianna Brezzi op zoek te gaan naar de moordenaar. Hij vindt aanwijzingen op de moordplek, een oud leegstaand huis en een basisschool. Dit alles leidt tot een verrassende ontknoping.

## Rolverdeling
| Acteur            | Personage                        |
| ----------------- | -------------------------------- |
| David Hemmings    | Marcus Daly                      |
| Daria Nicolodi    | Gianna Brezzi                    |
| Gabriele Lavia    | Carlo                            |
| Jacopo Mariani    | Jonge Carlo (als Iacopo Mariani) |
| Macha Méril       | Helga Ulmann                     |
| Glauco Mauri      | Prof. Giordani                   |
| Clara Calamai     | Marta (Carlo's moeder)           |
| Eros Spagni       | Rechercheur Calcabrini           |
| Fulvio Mingozzi   | Agent Mingozzi                   |
| Piero Mazzinghi   | Prof. Bardi                      |
| Giuliana Calandra | Amanda Righetti                  |
| Liana Del Balzo   | Elvira                           |
| Geraldine Hooper  | Massimo Ricci (Carlo's vriend)   |
| Nicoletta Elmi    | Olga (het roodharige meisje)     |
| Furio Meniconi    | Rodi, Olga's vader               |
| Aldo Bonamano     | Carlo's vader                    |